# Kodaikanal
Kodaikanal (en tamil: கொடைக்கானல் ) es una localidad de la India en el distrito de Dindigul, estado de Tamil Nadu.

## Geografía
Se encuentra a una altitud de 2095 m s. n. m. a 492 km de la capital estatal, Chennai, en la zona horaria UTC +5:30.

## Clima
| Parámetros climáticos promedio de Kodaikanal | Parámetros climáticos promedio de Kodaikanal | Parámetros climáticos promedio de Kodaikanal | Parámetros climáticos promedio de Kodaikanal | Parámetros climáticos promedio de Kodaikanal | Parámetros climáticos promedio de Kodaikanal | Parámetros climáticos promedio de Kodaikanal | Parámetros climáticos promedio de Kodaikanal | Parámetros climáticos promedio de Kodaikanal | Parámetros climáticos promedio de Kodaikanal | Parámetros climáticos promedio de Kodaikanal | Parámetros climáticos promedio de Kodaikanal | Parámetros climáticos promedio de Kodaikanal | Parámetros climáticos promedio de Kodaikanal |
| Mes                                          | Ene.                                         | Feb.                                         | Mar.                                         | Abr.                                         | May.                                         | Jun.                                         | Jul.                                         | Ago.                                         | Sep.                                         | Oct.                                         | Nov.                                         | Dic.                                         | Anual                                        |
| -------------------------------------------- | -------------------------------------------- | -------------------------------------------- | -------------------------------------------- | -------------------------------------------- | -------------------------------------------- | -------------------------------------------- | -------------------------------------------- | -------------------------------------------- | -------------------------------------------- | -------------------------------------------- | -------------------------------------------- | -------------------------------------------- | -------------------------------------------- |
| Temp. máx. media (°C)                        | 17.5                                         | 18.6                                         | 20.1                                         | 20.6                                         | 20.9                                         | 18.9                                         | 17.7                                         | 17.9                                         | 18.1                                         | 17.4                                         | 16.4                                         | 16.7                                         | 18.4                                         |
| Temp. mín. media (°C)                        | 8.1                                          | 8.5                                          | 10.1                                         | 11.7                                         | 12.6                                         | 12.0                                         | 11.4                                         | 11.3                                         | 11.2                                         | 10.7                                         | 9.7                                          | 8.7                                          | 10.5                                         |
| Precipitación total (mm)                     | 59.1                                         | 34.6                                         | 52.6                                         | 136.0                                        | 146.1                                        | 97.7                                         | 122.1                                        | 153.1                                        | 185.6                                        | 253.9                                        | 235.0                                        | 141.4                                        | 1617.2                                       |
| Fuente: World Meteorological Organization.   |                                              |                                              |                                              |                                              |                                              |                                              |                                              |                                              |                                              |                                              |                                              |                                              |                                              |

## Demografía
Según la estimación realizada para 2013, esta ciudad contaba con una población de 42 656 habitantes.